# GMD GF6C
Die GF6C waren Elektrolokomotiven, die von BC Rail im schweren Kohlenverkehr auf der mit 50 kV, 60 Hz Wechselstrom elektrifizierten Tumbler Ridge Line in Kanada eingesetzt wurden.

## Geschichte
Die Tumbler Ridge Line wurde Anfang der 1980er Jahre zur Erschließung von zwei Kohlebergwerken angelegt. Für die Strecke wurde der elektrische Betrieb gewählt, da große Steigungen zu überwinden waren und lange Tunnel durchfahren werden mussten. Für die Energieversorgung konnte der Strom aus dem Kraftwerk des W.-A.-C.-Bennett-Staudamm genutzt werden. Damit nur ein Unterwerk für die 130 km lange Strecke nötig war, wurde die unüblich hohe Fahrleitungsspannung von 50 kV gewählt.
Für die Zugförderung wurde in den Jahren 1983 und 1984 sieben Lokomotiven von General Motor Diesel (GMD) gebaut. GMD war damals die kanadische Tochtergesellschaft der Electro Motive Division (EMD) von General Motors (GM). Die elektrische Ausrüstung stammte von ASEA aus Schweden. Nur 18 Monate nach Auftragsvergabe war die erste Lokomotive fertiggestellt.
Die Lokomotiven wurden gebaut, um mit ihren 6000 PS die bis zu 14'000 t schweren Kohlezüge zu viert befördern zu können. Dabei liefen nur zwei Lokomotiven bis Tacheeda durch, die anderen zwei wurden nur zum Nachschieben über die 15,0-‰-Rampe benötigt. Während des Betriebes zeigte sich jedoch, dass die Fahrmotoren auf Dauer nicht in der Lage waren, eine Leistung von 1000 PS pro Fahrmotor zu erbringen, was zu häufigen Defekten und Ausfällen führte. Aus diesem Grund wurden die zulässigen Lasten laufend reduziert, und zum Schluss waren pro Zug sechs Lokomotiven notwendig.
Zu Betriebsbeginn wurden Züge aus 98 Kohlewagen formiert, später wurde die Anzahl auf bis zu 106 Kohlewagen erhöht.
Die Lokomotiven waren bis zur kurz nach der Stilllegung der Quintette Mine im Einsatz, wobei sich das Verkehrsvolumen über die Jahre auf einen täglichen Zug reduzierte. Der letzte Einsatz vor einem Kohlezug fand am 1. Oktober 2000 statt. Danach wurden die Lokomotiven bis zum 13. Oktober 2000 nach Prince George geschleppt und dort ohne großes Aufsehen stillgelegt. Im Jahr 2004 kaufte die Familie von Paul D. Roy die Lokomotive mit der Nummer 6001 und schenkte sie dem Prince George Railway and Forestry Museum in Prince George. Angeblich ist die Lokomotive in vollfunktionsfähigem Zustand. Die übrigen sechs Lokomotiven wurden in Tacoma abgebrochen.

## Technik
Die Lokomotiven waren dem 1975 gebauten Erprobungsträger GM6C ähnlich. Rahmen und Fahrwerk wurden von der bewährten Diesellokomotive der Baureihe SD40-2 übernommen, hatten aber, ähnlich den für die Canadian Pacific Railway (CP) gelieferten SD40-2F, einen über die ganze Breite des Fahrzeugs reichenden, nicht-tragenden Aufbau und den in Kanada üblichen breiten Führerstand, der mit Wide Cab bezeichnet wird.
Auf dem Dach waren zwei Einholm-Stromabnehmer von Brecknell Willis montiert. Anstelle des Dieselmotors waren im Maschinenraum ein Transformator und ein Thyristor-Stromrichter angeordnet, die mit einer Phasenanschnittsteuerung die fremderregten Fahrmotoren mit Wellenstrom versorgten. Transformator und Stromrichter wurden mit Mineralöl gekühlt. Bei Talfahrt wurde die Bremsenergie über einen dem Führerhaus gegenüber angeordneten fremdbelüfteten Bremswiderstand verheizt. Jedem Drehgestell war ein Radiallüfter für die Kühlung aller drei Fahrmotoren zugeordnet. Für den Betrieb der Lüfter und Pumpen sowie des Kompressors wurde eine Leistung von 270 kW benötigt.
Eine automatische Steuerung sorgte für eine höchstmögliche Zugkraft, ohne dass die Räder zu schleudern begannen. Diese Steuerung konnte bei schlechten Schienenverhältnissen selbsttätig die Sandstreuer betätigen, deren manuelle Bedienung durch den Lokomotivführer bei Geschwindigkeiten über 8 km/h gesperrt war. Weiter gab es eine Kriechgeschwindigkeitssteuerung, die beim Beladen der Züge verwendet wurde.
Die Lokomotiven waren mit einer Halonlöschanlage ausgerüstet. Bei Auslösung der Anlage hatte das Fahrpersonal 15 Sekunden Zeit, um die Lok zu verlassen, bevor diese mit dem sauerstoffverdrängenden Löschgas geflutet wurde.